# Kamgälsnäckor
Kamgälsnäckor (Valvatidae) är en familj inom stammen blötdjur som tillhör klassen snäckor.
Kamgälsnäckor är sötvattensnäckor, det vill säga lever i sötvattensmiljöer. 
Typsläkte för familjen är Valvata.